# Olekan
Olekan (ros. Олекан) – wieś w Rosji, w Kraju Zabajkalskim, w rejonie nerczyńskim. W 2010 liczyła 884 mieszkańców.